# Eisenberg, Saale-Holzland
Eisenberg là một thị xã trong bang Thüringen, Đức. Đô thị Eisenberg, Saale-Holzland có diện tích 24,85 km². Đây là huyện lỵ huyện Saale-Holzland.
Các đô thị giáp ranh gồm: Jena (25 km về phía tây) và Gera (15 km về phía đông nam). Phía tây của Eisenberg là xa lộ A 9 giữa Berlin và Munich.